# Shiro Misaki
Shiro Misaki, és un exfutbolista japonès.

## Selecció japonesa
Shiro Misaki va disputar 3 partits amb la selecció japonesa.